# Goldbergbaumuseum Goldkronach

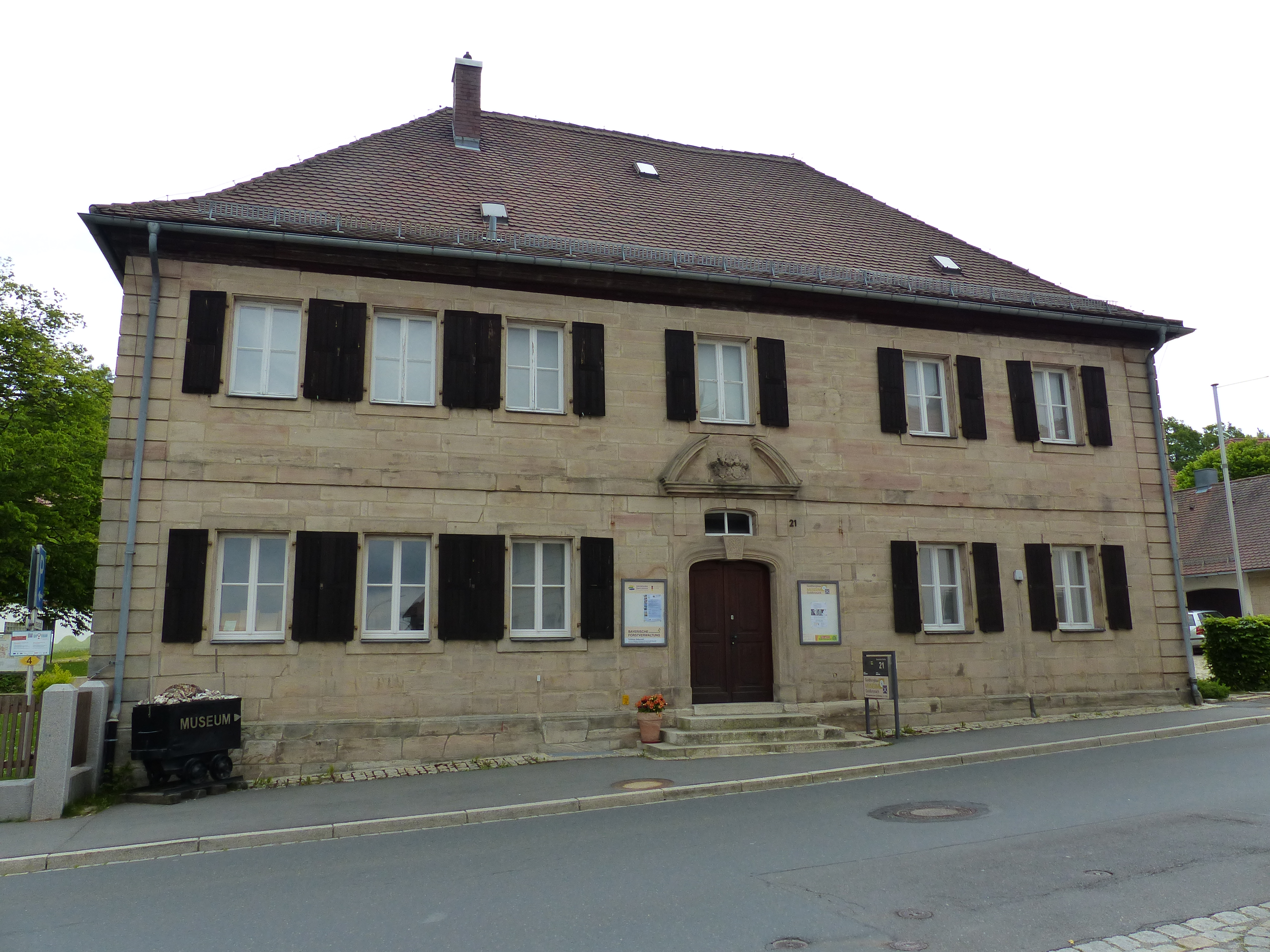
Museumsgebäude

Das Goldbergbaumuseum Goldkronach ist ein als Bergbaumuseum weiterentwickeltes Heimatmuseum, das sich insbesondere mit dem Abbau von Gold in der unmittelbaren Umgebung der oberfränkischen Stadt Goldkronach befasst.
Das Museumsgebäude ist das ehemalige Forsthaus, 1740 erbaut von Obristwachtmeister August von Wallenroth. Alexander von Humboldt wohnte zwischen 1792 und 1795 darin. Es steht unter Denkmalschutz. Das Museum hatte seinen Anfang 1987 als Heimatmuseum und befindet sich seit 2004 in dem ehemaligen Forsthaus, im Erdgeschoss ist neben Sonderausstellungen nach wie vor die Stadtgeschichte dokumentiert. Im ersten Stock ist die Geschichte des Bergbaus in der Region dargestellt. Neben Gold wurden Silber und zahlreiche Mineralien, darunter Antimonit, abgebaut. Der Bergbau begann im Mittelalter und wurde bereits bei der Ortsgründung erwähnt, urkundlich nachweisbar seit 1363. Bis ins 20. Jahrhundert dauerte der Abbau, der sich vor allem auf den angrenzenden Goldberg konzentrierte. Dort bereitet eine Infostelle auf die beiden Besucherbergwerke vor.
Teil der Ausstellung ist auch der früher herrschende Aberglaube der Bergleute, selbst Georgius Agricola beschreibt Fabelwesen in seinen sonst wissenschaftlich gehaltenen Arbeiten und unterscheidet gute und böse Berggeister.
Auf dem Grundstück befindet sich auch die Museumsscheune. Sie wurde 2021 und 2022 renoviert und dem Museumsbetrieb zugeführt.

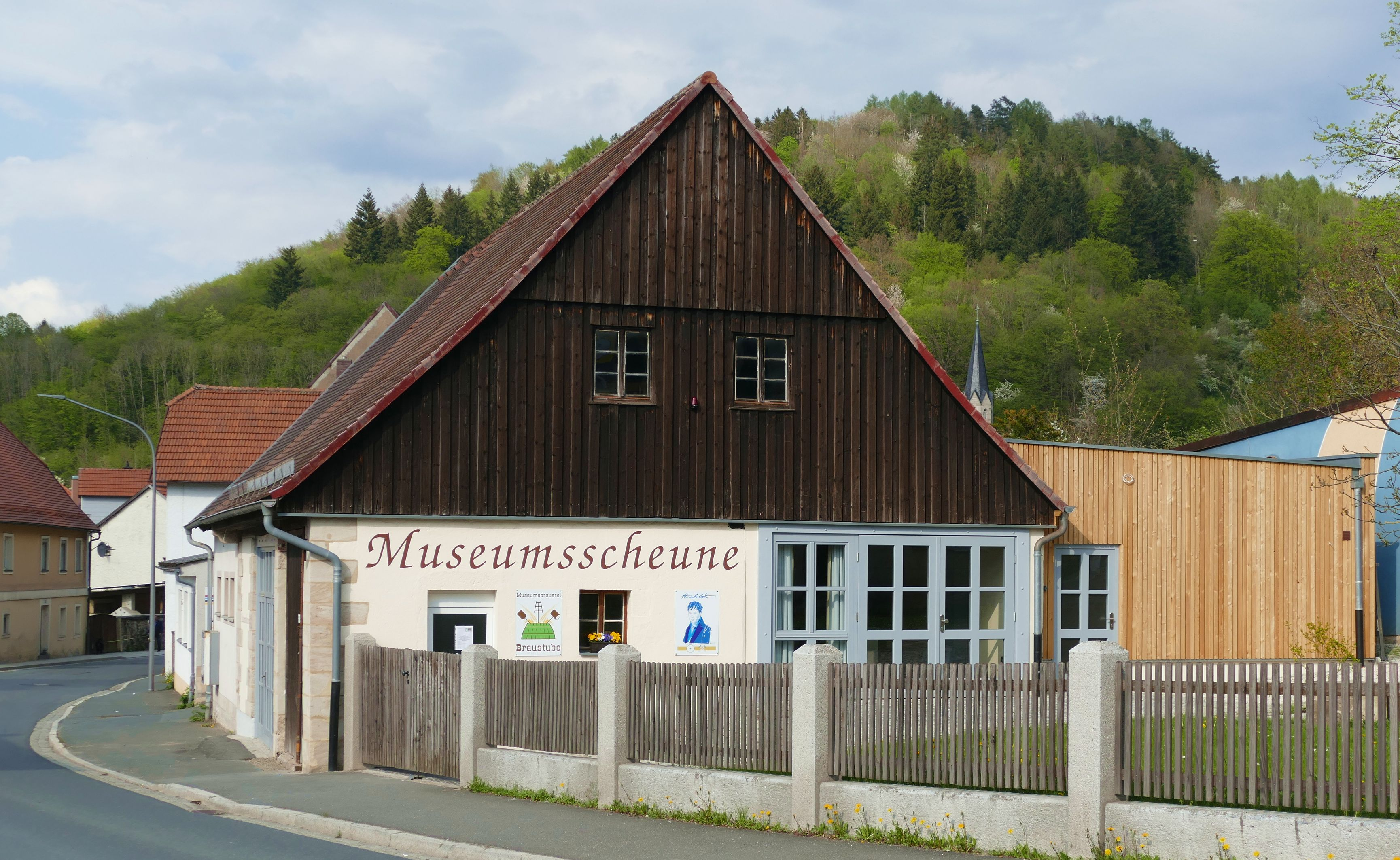
Museumsscheune direkt an der Ortsdurchfahrt

Darin befindet sich auch die Museumsbrauerei Goldkronach. Die Brauerei wurde 2017 in einem ca. 30 m² großen Teilbereich dieser Scheune neu eingerichtet. Auf dieser Fläche befinden sich die Maische-/Würzepfanne, Läuterbottich/Whirlpool, Gärbottich, Nachgusskessel und weitere klassische Brauutensilien, darunter auch die elektrische Malzmühle und der urtümliche Handschöpfer. Im Vordergrund steht das handwerkliche Brauen ohne Automatisierung. Die Braukapazität beträgt ca. 400 l pro Braugang, die Jahresleistung liegt bei ca. 30 hl. Errichter und Betreiber der Museumsbrauerei ist der Verein Museumsbrauerei Goldkronach.
Das Bier wird im Infusionsverfahren hergestellt, ist naturtrüb und unfiltriert. Die anschließende Fassreifung von etwa 8 Wochen gibt dem bekömmlichen Bier einen typischen, leicht hopfigen und etwas rauchigen Geschmack.
Den größten Anteil hat das „Goldkronacher Kellerbier“. Gelegentlich wird ein dunkleres, malziges Bier gebraut. Bei den Zutaten wird auf biologischen Anbau der Gerste und des Hopfens aus der Region geachtet. Das Brauwasser ist Quellwasser aus dem Fichtelgebirge.
Anfangs wurden die Bierfässer ausschließlich in der Kellergasse in den historischen und geologisch interessanten Felsenkellern gelagert. Da die ideale Lagertemperatur im Sommer überschritten werden kann, wird heute nur noch ausnahmsweise Bier dort eingelagert.
Die Museumsbrauerei Goldkronach (e. V.) wurde Anfang 2017 gegründet. Initiiert durch den Ersten Bürgermeister Holger Bär, schlossen sich mehrere Goldkronacher Hobbybrauer zusammen und schufen diese gemeinschaftlich genutzte Braustätte.
Für den Vereinsnamen war die Nähe zum Goldbergbaumuseum ausschlaggebend. Der Verein zählt 78 Mitglieder (Stand 2022).